# Yana Zinkevych
Yana Vadimyvna Zinkevych (em ucraniano:  Яна Вадимівна Зінкевич, nascida em 2 de julho de 1995, na cidade de Rivne, na Ucrânia) é paraplégica e uma veterana militar, membro do parlamento ucraniano. Ela foi escolhida como uma das 100 mulheres da BBC em 2022.

## Vida
Yana Vadimyvna Zinkevych nasceu em 1995, na cidade de Rivne, na Ucrânia. Ela foi educada no Complexo Educacional e ela fez seu treinamento médico na Universidade Estadual de Medicina de Dnipro.
Durante a Guerra de Donbass (conflito entre a Ucrânia e separatistas pró-Rússia, que está acontecendo desde 2014), Yana era a comandante do Batalhão Médico Hospitalar, tendo salvado aproximadamente 200 soldados. Ela ficou gravemente ferida em um acidente de carro em dezembro de 2015 e, como resultado, ficou paralisada e, portanto, usa uma cadeira de rodas.

## Política
Yana foi escolhida como representante do partido Solidariedade Europeia na 9ª convocação da Verhovna Rada nas eleições parlamentares ucranianas de 2019. Ela ficou em 7º lugar na lista eleitoral do partido.

## Reconhecimento
Yana é uma das agraciadas com a Ordem de Mérito Ucraniana. Em 2022, ela foi listada pela BBC como uma das 100 mulheres mais inspiradoras do mundo.